# Leonidas Stergiou
Leonidas Stergiou (Wattwil, 3 marzo 2002) è un calciatore svizzero, difensore dello Stoccarda e della nazionale svizzera.

## Biografia
È nato in Svizzera da padre greco e madre serba.

## Carriera

### Club
Cresciuto nei settori giovanili di Wil e San Gallo, ha esordito con la prima squadra dei bianco-verdi il 6 febbraio 2019, nella partita vinta per 3-1 contro lo Zurigo.
Il 22 agosto 2023 viene ceduto in prestito allo Stoccarda.

### Nazionale
Dopo avere rappresentato le selezioni giovanili svizzere, il 12 giugno 2022 esordisce in nazionale maggiore nel successo per 1-0 in Nations League contro il Portogallo.

## Statistiche

### Presenze e reti nei club
Statistiche aggiornate al 26 giugno 2022.
| Stagione        | Squadra         | Campionato      | Campionato | Campionato | Coppe nazionali | Coppe nazionali | Coppe nazionali | Coppe continentali | Coppe continentali | Coppe continentali | Altre coppe | Altre coppe | Altre coppe | Totale | Totale | Totale |
| Stagione        | Squadra         | Comp            | Pres       | Reti       | Comp            | Pres            | Reti            | Comp               | Pres               | Reti               | Comp        | Pres        | Reti        | Pres   | Reti   |        |
| --------------- | --------------- | --------------- | ---------- | ---------- | --------------- | --------------- | --------------- | ------------------ | ------------------ | ------------------ | ----------- | ----------- | ----------- | ------ | ------ | ------ |
| feb.-giu. 2019  | San Gallo       | SL              | 11         | 0          | CS              | -               | -               | -                  | -                  | -                  | -           | -           | -           | 11     | 0      |        |
| 2019-2020       | San Gallo       | SL              | 34         | 1          | CS              | 2               | 0               | -                  | -                  | -                  | -           | -           | -           | 36     | 1      |        |
| 2020-2021       | San Gallo       | SL              | 32         | 0          | CS              | 4               | 0               | UEL                | 1                  | 0                  | -           | -           | -           | 37     | 0      |        |
| 2021-2022       | San Gallo       | SL              | 27         | 0          | CS              | 3               | 0               | -                  | -                  | -                  | -           | -           | -           | 30     | 0      |        |
| Totale carriera | Totale carriera | Totale carriera | 104        | 1          |                 | 9               | 0               |                    | 1                  | 0                  |             | -           | -           | 114    | 1      |        |

### Cronologia presenze e reti in nazionale
| Cronologia completa delle presenze e delle reti in nazionale ― Svizzera | Cronologia completa delle presenze e delle reti in nazionale ― Svizzera | Cronologia completa delle presenze e delle reti in nazionale ― Svizzera | Cronologia completa delle presenze e delle reti in nazionale ― Svizzera | Cronologia completa delle presenze e delle reti in nazionale ― Svizzera | Cronologia completa delle presenze e delle reti in nazionale ― Svizzera | Cronologia completa delle presenze e delle reti in nazionale ― Svizzera | Cronologia completa delle presenze e delle reti in nazionale ― Svizzera |
| Data                                                                    | Città                                                                   | In casa                                                                 | Risultato                                                               | Ospiti                                                                  | Competizione                                                            | Reti                                                                    | Note                                                                    |
| ----------------------------------------------------------------------- | ----------------------------------------------------------------------- | ----------------------------------------------------------------------- | ----------------------------------------------------------------------- | ----------------------------------------------------------------------- | ----------------------------------------------------------------------- | ----------------------------------------------------------------------- | ----------------------------------------------------------------------- |
| 12-6-2022                                                               | Carouge                                                                 | Svizzera                                                                | 1 – 0                                                                   | Portogallo                                                              | UEFA Nations League 2022-2023                                           | -                                                                       | 79’                                                                     |
| 4-6-2024                                                                | Lucerna                                                                 | Svizzera                                                                | 4 – 0                                                                   | Estonia                                                                 | Amichevole                                                              | -                                                                       | 61’                                                                     |
| 8-6-2024                                                                | San Gallo                                                               | Svizzera                                                                | 1 – 1                                                                   | Austria                                                                 | Amichevole                                                              | -                                                                       | 76’ 79’                                                                 |
| 15-6-2024                                                               | Colonia                                                                 | Ungheria                                                                | 1 – 3                                                                   | Svizzera                                                                | Euro 2024 - 1º turno                                                    | -                                                                       | 68’                                                                     |
| 19-6-2024                                                               | Colonia                                                                 | Scozia                                                                  | 1 – 1                                                                   | Svizzera                                                                | Euro 2024 - 1º turno                                                    | -                                                                       | 86’                                                                     |
| 29-6-2024                                                               | Berlino                                                                 | Svizzera                                                                | 2 – 0                                                                   | Italia                                                                  | Euro 2024 - Ottavi di finale                                            | -                                                                       | 72’                                                                     |
| Totale                                                                  |                                                                         | Presenze                                                                | 6                                                                       |                                                                         | Reti                                                                    | 0                                                                       |                                                                         |

## Palmarès

### Club

#### Competizioni nazionali
- Coppa di Germania: 1

Stoccarda: 2024-2025